# Adrian Popescu
Adrian Mihai Popescu (Craiova, 26 luglio 1960) è un ex calciatore rumeno, di ruolo difensore.

## Biografia
Cresce nelle giovanili ed esordisce come professionista nell'Universitatea Craiova, squadra principale della sua città natale. Dal 1978 al 1992 con la squadra vince 6 trofei nazionali, che gli comportano anche delle convocazioni nelle nazionale maggiore rumena. Dalla stagione 1992-1993 diventa un giocatore del Locarno, club di seconda serie svizzero. Dopo l'esperienza agrodolce all'estero, torna alla sua vecchia squadra, l'Universitatea Craiova per una stagione, dove però stavolta trova poco spazio e viene così costretto a passare in un'altra società. Passerà così, rimanendo nella stessa città all'Electroputere Craiova. Conclude poi la sua carriera giocando una stagione rispettivamente alla Constructorul Craiova e alla Politehnica Iași.

## Palmarès

### Club
- Campionato rumeno: 3

Universitatea Craiova: 1979-1980, 1980-1981, 1990-1991
- Coppa di Romania: 3

Universitatea Craiova: 1980-1981, 1982-1983, 1990-1991